# Москвич-2335
Москви́ч-2335 — автомобіль з кузовом пікап вантажопідйомністю 640 кг на базі легкового автомобіля Москвич-2141 Автомобільного заводу імені Ленінського Комсомолу (АЗЛК). Передбачався легким міським комерційним розвізним, а також дачно-фермерським автомобілем. Для Москвич-2335 був розроблений спеціальний причіп. Вантажні платформи Москвича-2335 і причепи могли бути обладнані уніфікованим тентом.
Москви́ч-2335 схематично являв собою передню половину Москвич-2141 зістиковану з суцільнометалевою вантажною платформою. Оскільки кузов пікапа не має жорсткого даху і високих боковин, — дуже важливих для несучої конструкції елементів, довелося посилювати його застосувавши в силовій схемі лонжеронів підрамника.
Для порожньої і навантаженої машини, виходила досить велика різниця з навантаження на задні колеса (відповідно 352 і 860 кг), тому було прийнято рішення встановити на автомобіль залежну підвіску від Москвич-2140, на двох поздовжніх ресорах.
Знизу під вантажною платформою був встановлений 60-ти літровий бензобак. Автомобіль був готовий до серійного виробництва вже у 1 кварталі 1991 року, однак з деяких причин, його появу на конвеєрі було перенесено на 1994 рік. Після 1998 року Москвич 2335 отримав нове оформлення передньої частини кузова від Святогора. В кінці 90-х виробництво пікапа було також освоєно на Омському заводі ОМП. Виробництво моделі на АЗЛК тривало до 2001 року, до повної зупинки підприємства. Збірка пікапа у Омську була згорнута 2002 роком.

## Двигуни
Бензинові
- 1.6 л ВАЗ-2106-70 80 к.с. 121 Нм
- 1.7 л УЗАМ-3317 86 к.с. 133 Нм
- 1.8 л УЗАМ-3313 85 к.с. 135 Нм